# اتحاد سيشل لكرة القدم
تأسس اتحاد سيشل لكرة القدم في عام 1979م وانضم إلى الإتحاد الدولي لكرة القدم في 1986م وإنضم إلى الاتحاد الأفريقي لكرة القدم في 1986م.